# Großsteingrab Diever
Das Großsteingrab Diever ist eine megalithische Grabanlage der jungsteinzeitlichen Westgruppe der Trichterbecherkultur bei Diever, einem Ortsteil von Westerveld in der niederländischen Provinz Drenthe. Es trägt die van-Giffen-Nummer D52.

## Lage
Das Grab befindet sich nordöstlich von Diever am Groningerweg. 430 m nordöstlich liegt ein Steinkistengrab. 3 km westnordwestlich befand sich das 1735 zerstörte Großsteingrab Wapse.

## Forschungsgeschichte

### 17.–19. Jahrhundert
Die Existenz des Grabes wurde erstmals im 17. Jahrhundert erwähnt. Es ist auf einer zwischen 1811 und 1813 entstandenen französischen Karte eingezeichnet. 1818 wurde es von S. J. van Royen besucht, der berichtete, dass in einen der Decksteine eine große menschliche Hand eingraviert sei (was wohl seiner Fantasie entsprang, da solch eine Struktur auf keinem der Steine zu erkennen ist). Leonhardt Johannes Friedrich Janssen, Kurator der Sammlung niederländischer Altertümer im Rijksmuseum van Oudheden in Leiden, besuchte 1847 einen Großteil der noch erhaltenen Großsteingräber der Niederlande, darunter auch das Grab von Diever, und publizierte im folgenden Jahr das erste Überblickswerk mit Baubeschreibungen und schematischen Plänen der Gräber. Janssens Nachfolger Willem Pleyte unternahm 1874 zusammen mit dem Fotografen Jan Goedeljee eine Reise durch Drenthe und ließ dort erstmals alle Großsteingräber systematisch fotografieren. Auf Grundlage dieser Fotos fertigte er Lithografien an. Conrad Leemans, Direktor des Rijksmuseums, unternahm 1877 unabhängig von Pleyte eine Reise nach Drenthe. Jan Ernst Henric Hooft van Iddekinge, der zuvor schon mit Pleyte dort gewesen war, fertigte für Leemans Pläne der Großsteingräber an. Leemans’ Bericht blieb allerdings unpubliziert.

### 20. und 21. Jahrhundert
Zwischen 1904 und 1906 dokumentierte der Mediziner und Amateurarchäologe Willem Johannes de Wilde alle noch erhaltenen Großsteingräber der Niederlande durch genaue Pläne, Fotografien und ausführliche Baubeschreibungen. Seine Aufzeichnungen zum Grab von Diever sind allerdings verloren gegangen. 1918 dokumentierte Albert Egges van Giffen die Anlage für seinen Atlas der niederländischen Großsteingräber. In den 1930er Jahren sammelte J. van der Muur unmittelbar vor dem Grab mehrere Keramikscherben und Feuersteingegenstände auf. Seine Privatsammlung wurde später dem Hunbebedcentrum in Borger übereignet. 1953 und 1995 erfolgten Restaurierungen. Seit 1992 ist die Anlage ein Nationaldenkmal (Rijksmonument). 2017 wurde die Anlage zusammen mit den anderen noch erhaltenen Großsteingräbern der Niederlande in einem Projekt der Provinz Drente und der Reichsuniversität Groningen von der Stiftung Gratama mittels Photogrammetrie in einem 3D-Atlas erfasst.

## Beschreibung
Bei der Anlage handelt es sich um ein ostnordost-westsüdwestlich orientiertes Ganggrab. Die Grabkammer hat eine Länge von 14,5 m und eine Breite von etwa 4,8 m. Sie besteht aus sieben Wandsteinpaaren an den Langseiten und je einem Abschlussstein an den Schmalseiten. Von den ursprünglich sieben Decksteinen sind sechs erhalten, der zweite von Osten fehlt. Zwischen dem von Westen aus gesehen dritten und vierten Wandstein der südlichen Langseite befindet sich der Zugang zur Kammer. Diesem waren ursprünglich zwei Gangsteine vorgelagert, von denen nur der westliche erhalten ist. Das Standloch des fehlenden Gangsteins wurde mit Beton ausgefüllt. Eine steinerne Umfassung ist nicht vorhanden.

## Funde

### Bestattungen
Aus dem Grab stammen geringe Reste von Leichenbrand. Die geborgene Menge betrug 58,7 g. Die Knochen gehörten zu einem Individuum, dessen Sterbealter und Geschlecht sich nicht mehr bestimmen ließen.

### Beigaben
Van der Muurs Privatsammlung wurde 2007 durch Adrie Ufkes ausgewertet. Sie kam zu dem Schluss, dass es sich um Material handeln müsse, dass aus der Grabkammer ausgeräumt worden war. Die Sammlung enthielt 41 Keramikscherben, die sich 40 Gefäßen zuordnen ließen. Hierunter waren Schultertassen, Amphoren, Schalen und Kümpfe mehrfach vertreten. Zwei Scherben stammten von steilwandigen Bechern und je eine Scherbe von einem Krug und einem Schultergefäß. Die Keramik datiert in die Stufen 2–7 des von Anna Brindley aufgestellten typologischen Systems der Trichterbecher-Westgruppe. Dies entspricht dem Zeitraum 3470–2760 v. Chr. Aus den Stufen 2 und 3 stammen nur wenige Funde, die meisten Scherben datieren in die Stufen 4 und 5. Weitere, bislang unausgewertete Keramik, die bei den Arbeiten van Giffens aufgesammelt wurde, befindet sich im Depot des Archäologischen Instituts der Reichsuniversität Groningen.
Zusammen mit der Keramik hatte van der Muur auch eine Pfeilspitze aus Feuerstein gefunden, die aber nicht mehr erhalten ist.